# Kammern im Liesingtal
Kammern im Liesingtal è un comune austriaco di 1 620 abitanti nel distretto di Leoben, in Stiria; ha lo status di comune mercato (Marktgemeinde).